# Río Lipinza
El río Lipinza es un curso natural de agua que nace cerca del Paso Lipinza de la comuna de Panguipulli de la Región de los Ríos y fluye con dirección sur hasta desembocar en el lago Pirihueico.: 473 

## Trayecto
El Río Lipinza nace en la cordillera de los Andes junto a la frontera con Argentina. Este río fluye en dirección norte sur. En su curso superior recibe las aguas del estero Latif, el estero Paredón, el estero Quelhuenco y el estero Rapahue antes de vaciar sus aguas al lago Pirehueico. Su desembocadura llega cerca del caserío de Puerto Pirehueico.

## Historia
Luis Risopatrón lo describió en 1924 en su obra Diccionario jeográfico de Chile:: 484 
Lipinza (Río). Nace en las vecindades del paso del mismo nombre, corre hacia el sur i desemboca en la serie de pequeñas lagunas que se forman en el terreno bajo i pantanoso de la márjen N del curso inferior del río Guahun.